# Godannar
Godannar (神魂合体ゴーダンナー!!?, Shinkon Gattai Godannar!!) è una serie televisiva anime ideata e diretta da Yasuchika Nagaoka. È stata trasmessa in Giappone dal 1º ottobre 2003 al 29 giugno 2004 per ventisei episodi.

## Trama
Nel 2042, la Terra era stata minacciata da una mostruosa razza aliena conosciuta come Mimesis, che aveva quasi annientato la razza umana. A salvare la Terra ci avevano pensato Go Saruwatari e la sua fidanzata Mira, a bordo di due mecha giganti rispettivamente Dannar e Neo Okusaer, in grado di unirsi nel super robot Godannar Twin Drive. Tuttavia durante uno scontro Mira aveva perso la vita. Cinque anni dopo la fine della guerra Go sta per convolare a nozze con la giovanissima Anna Aoi, conosciuta durante la prima guerra, ma il loro matrimonio viene interrotto da un nuovo arrivo dei Mimesis. Go si precipita a combattere nuovamente gli alieni, nonostante l'opposizione della fidanzata. Non essendo riuscita a convincere il futuro marito a non combattere, Anna decide di seguire Go, salendo a bordo del Neo Okusaer.
Nel corso della serie verrà rivelato che gli alieni stanno diffondendo nella razza umana un virus chiamato "insania" che trasforma le persone in mostri Mimesis. Tale virus colpisce più frequentemente i piloti di mecha, in quanto più frequentemente a contatto con gli alieni. Per tale ragione lo staff della base Dannar dovrà dividersi fra la lotta con il nemico e la ricerca di un antidoto per l'insania. Si scoprirà che tale antidoto è negli anticorpi di Mira, l'ex fidanzata di Go, creduta morta ma rimasta per cinque anni intrappolata nel corpo di un Mimesis.

## Personaggi e doppiatori
| Personaggio                | Doppiatore giapponese | Doppiatore italiano       |
| -------------------------- | --------------------- | ------------------------- |
| Go Saruwatari              | Takayuki Kondou       | Patrizio Prata            |
| Anna Aoi                   | Mai Nakahara          | Benedetta Ponticelli      |
| Kiriko Aoi                 | Takako Honda          | Patrizia Salmoiraghi      |
| Shizuru Fujimura           | Yumi Kakazu           | Debora Magnaghi           |
| Momoko "Momochie" Momozono | Mamiko Noto           | Emanuela Pacotto          |
| Kagemaru                   | Tarô Yamaguchi        | Alessandro Maria D'Errico |
| Mira Ackerman              | Aya Hisakawa          | Daniela Fava              |
| Tetsuya Kouji              | Nobuyuki Hiyama       | Stefano Pozzi             |
| Shibakusa                  | Jin Horikawa          | Dario Oppido              |
| Lou Roux                   | Kaori Shimizu         | Tosawi Piovani            |
| Law Roux                   | Hisanori Koyatsu      | Massimiliano Lotti        |
| Shinobu Saruwatari         | Junko Minagawa        | Davide Garbolino          |
| Morimoto                   | Shinji Kawada         | Gianmarco Ceconi          |
| Konami Sasagure            | Akeno Watanabe        | Elisabetta Spinelli       |
| Moukaku                    | Juurota Kosugi        | Marco Balzarotti          |
| Knight                     | Hikaru Midorikawa     | Simone D'Andrea           |
| Sachippe                   |                       | Marcella Silvestri        |
| Luna                       | Tomoko Kawakami       | Jolanda Granato           |
| Fritz                      |                       | Luca Catanzaro            |
| Hayashi Nanae              | Nanae Katou           | Jenny De Cesarei          |
| Ellis                      | Yukari Tamura         | Angela Ricciardi          |
| Yanagisawa                 | Yoshinori Fujita      | Luca Bottale              |
| Max jr.                    | Hideo Ishikawa        | Lorenzo Scattorin         |
| Sugiyama                   | Daisuke Ono           | Diego Sabre               |
| Sakura                     | Yuuka Nanri           | Monica Bonetto            |
| Hina                       | Akeno Watanabe        | Loretta Di Pisa           |
| Hiiragi Tonko              | Seika Hosokawa        | Lucia Angella             |
| Ekaterina                  | Miho Yamada           |                           |

## Episodi
I diritti dell'edizione italiana furono acquistati da Fool Frame che doveva distribuire la serie in DVD nel corso del 2008, tuttavia il prematuro fallimento dell'azienda portò a lasciare la serie inedita.
Molti anni dopo, Yamato Video ha acquisito i diritti della serie e ha pubblicato entrambe le stagioni in versione sottotitolata sul proprio canale YouTube dal 31 gennaio al 3 febbraio 2020.
| Nº                      | Titolo italiano Giapponese 「Kanji」 - Rōmaji                                                   | In onda          | In onda |
| Nº                      | Titolo italiano Giapponese 「Kanji」 - Rōmaji                                                   | Giapponese       |         |
| Stagione 1 (13 episodi) |                                                                                                 |                  |         |
| 1                       | Wedding Bell sul campo di battaglia 「戦場のウェディングベル」 - Senjō no Uedingu Beru          | 1º ottobre 2003  |         |
| 2                       | Virgin Road in fiamme 「炎のバージンロード」 - Honō no Bājin Rodo                               | 8 ottobre 2003   |         |
| 3                       | Battle Royal Honeymoon 「バトルロイヤル・ハネムーン」 - Batoru roiyaru hanemūn                  | 15 ottobre 2003  |         |
| 4                       | Shizuru, di nuovo 「静流、再び」 - Shizuru, futatabi                                            | 22 ottobre 2003  |         |
| 5                       | La ragazza venuta dal cielo 「空から来た少女」 - Sora kara kita shōjo                           | 29 ottobre 2003  |         |
| 6                       | La fine del sogno 「夢の終わり」 - Yume no owari                                                | 5 novembre 2003  |         |
| 7                       | Morire di ricordi 「追憶ニ死ス」 - Tsuioku ni shi su                                            | 12 novembre 2003 |         |
| 8                       | Il grande re degli abbattimenti 「華麗なる撃墜王」 - Karei naru gekitsui ō                      | 19 novembre 2003 |         |
| 9                       | Sopravvivere da naufraghi 「流されてサバイバル」 - Ryū sarete sabaibaru                         | 26 novembre 2003 |         |
| 10                      | Lou va all'attacco 「ルウ出撃」 - Rū shutsugeki                                                 | 3 dicembre 2003  |         |
| 11                      | Una partenza impeccabile 「汚れなき旅立ち」 - Yogorenaki tabidachi                              | 10 dicembre 2003 |         |
| 12                      | Quelli che se ne vanno 「去り逝く者たち」 - Sari yuku monotachi                                 | 17 dicembre 2003 |         |
| 13                      | Last First Kiss 「ラスト・ファーストキス」 - Rasuto fāsuto kisu                                 | 24 dicembre 2003 |         |
| Stagione 2 (13 episodi) |                                                                                                 |                  |         |
| 1                       | Anima rinata 「蘇る魂」 - Yomigaeru tamashī                                                     | 6 aprile 2004    |         |
| 2                       | Nuova confessione 「新たなる告白」 - Arata naru kokuhaku                                        | 13 aprile 2004   |         |
| 3                       | Si chiama Go Okusaer 「そのなはごーおくさー!」 - So no naha gō okusā!                           | 20 aprile 2004   |         |
| 4                       | Tonko My Love 「TONKO MY LOVE」                                                                 | 27 aprile 2004   |         |
| 5                       | L'istinto fondamentale 「氷の微笑」 - Hi no bishō                                               | 4 maggio 2004    |         |
| 6                       | Genesister fuori controllo 「ジェネシスター暴走!」 - Jenesisutā bōsō!                           | 11 maggio 2004   |         |
| 7                       | Il lamento dei fiori di pesco 「桃花哀歌」 - Tōka aika                                          | 18 maggio 2004   |         |
| 8                       | Ordine di fermo per il Godannar 「ゴーダンナー出動禁止命令!」 - Gōdannā shutsudo kinshi meirei! | 25 maggio 2004   |         |
| 9                       | Scontro! Dannar contro Gainar 「激突!ダンナーVSガイナー」 - Gekitō! Dannā VS Gainā              | 1º giugno 2004   |         |
| 10                      | SOS Base Dannar 「ダンナーベースSOS」 - Dannā besu SOS                                          | 8 giugno 2004    |         |
| 11                      | Verso lo scontro finale 「死闘の果てに」 - Shitō no hate ni                                     | 15 giugno 2004   |         |
| 12                      | Noi due per sempre 「永遠のふたり」 - Eien no futari                                            | 22 giugno 2004   |         |
| 13                      | Il domani che verrà 「来るべき明日」 - Kitarubeki ashita                                        | 29 giugno 2004   |         |

## Colonna sonora
Sigle di apertura
1. Shinkon Gattai Godannar!! (『神魂合体ゴーダンナー！！』?) cantata da Akira Kushida (ep. 2-12)
2. Zangou no Hitsugi (『塹壕の棺＜ザンゴウノヒツギ＞』?) cantata da Mitsuko Horie e Ichirō Mizuki (ep. 13)
3. Engage!!! Godanner cantata da Mitsuko Horie e Ichiro Mizuki (ep. 15, 17-26)

Sigle di chiusura
1. Zangou no Hitsugi (『塹壕の棺＜ザンゴウノヒツギ＞』?) cantata da Mitsuko Horie e Ichiro Mizuki (ep. 1-12)
2. Shinkon Gattai Godannar!! (『神魂合体ゴーダンナー！！』?) cantata da Akira Kushida (ep. 13)
3. Waganai wa Godanner cantata da Akira Kushida (ep. 14-26)